# ファティ・カヤ
ファティ・カヤ（Fatih Kaya, 1999年11月13日 - ）は、ドイツ・ヘッセン州ギーセン出身のサッカー選手。ベルギー・ファースト・ディビジョンA・シント＝トロイデンVV所属。ポジションはFW。

## クラブ経歴
1.FSVマインツ05などのユースチームを経て、2016年にFCインゴルシュタット04と契約。2016-17シーズンはU-19ユースリーグでプレーし、11試合3ゴールを記録。2017-18シーズンにトップチームに昇格。2018-19シーズンはチームIIで10ゴールを決め、トップチームでは2部リーグで1ゴールを記録。2019-20シーズン以降トップチームに定着し、2021-22シーズンは2部で3ゴールを決めるも、チームは最下位に終わった。
2022年5月25日、シント＝トロイデンVVと契約したことが発表された。